# دوين اندروز
دوين اندروز هو ملحن ومنتج أسطوانات كندي، ولد في 30 نوفمبر 1972 في كربونير ‏ في كندا.

## وصلات خارجية
- الموقع الرسمي
- دوين اندروز على موقع ميوزك برينز (الإنجليزية)
- دوين اندروز على موقع أول ميوزيك (الإنجليزية)
- دوين اندروز على موقع ديسكوغز (الإنجليزية)